# 176 a.C.

## Eventos
- Cneu Cornélio Cipião Híspalo e Quinto Petílio Espurino, cônsules romanos. Depois da morte prematura de Híspalo, em Cumas, Caio Valério Levino foi nomeado cônsul sufecto.
- Continua guerra dos romanos na Ligúria, parte da Gália Cisalpina. 
  - Quinto Petílio Espurino é morto em combate contra os lígures.
  - Caio Valério Levino assume o comando da guerra e os derrota.

## Mortes
- Cleópatra I do Egito